# Anatoma disciformis
Anatoma disciformis is een slakkensoort uit de familie van de Anatomidae. De wetenschappelijke naam van de soort is voor het eerst geldig gepubliceerd in 1980 door Golikov & Sirenko.